# Akademiestraße (Mannheim)

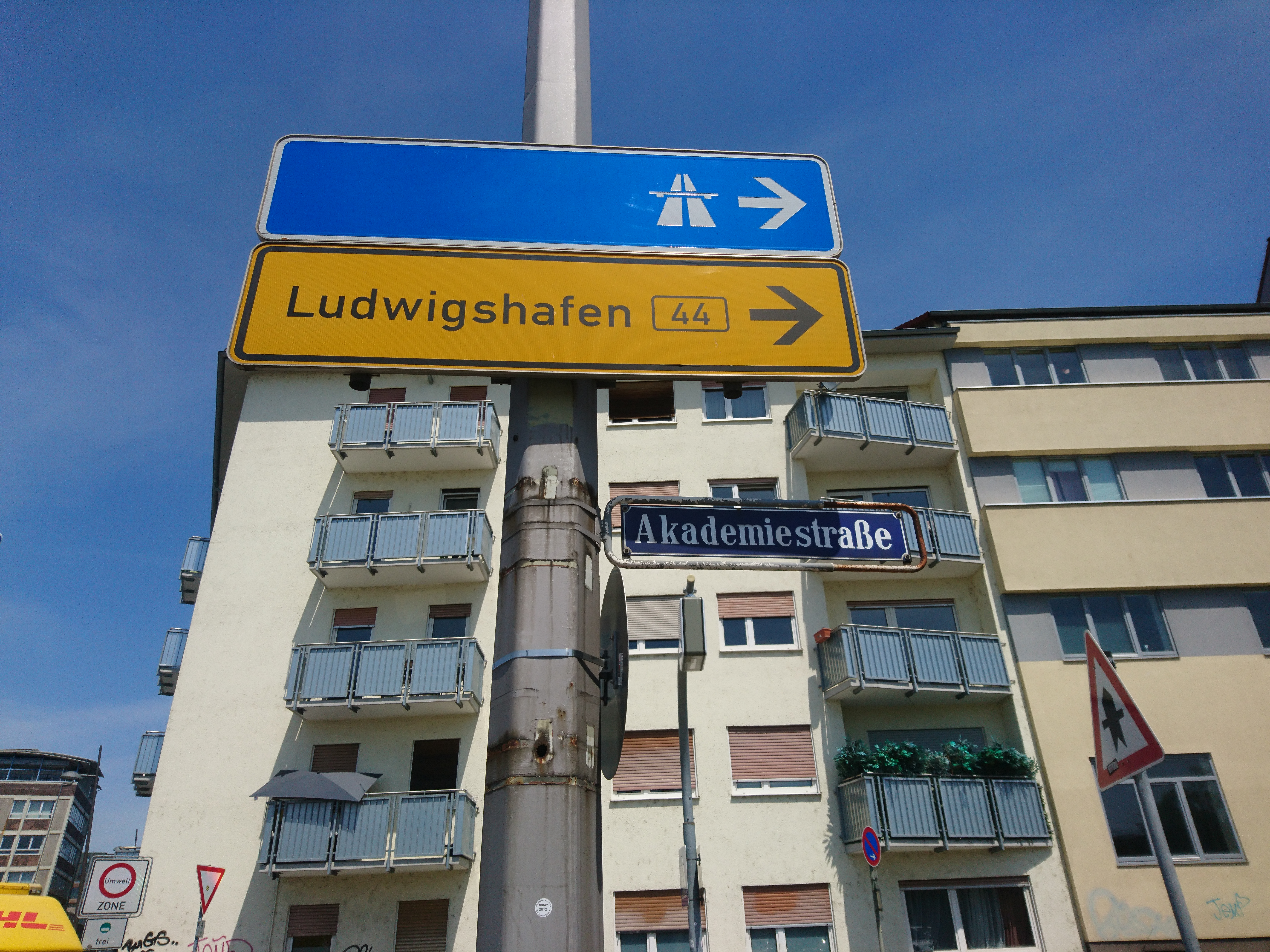
Straßenschild der Akademiestraße

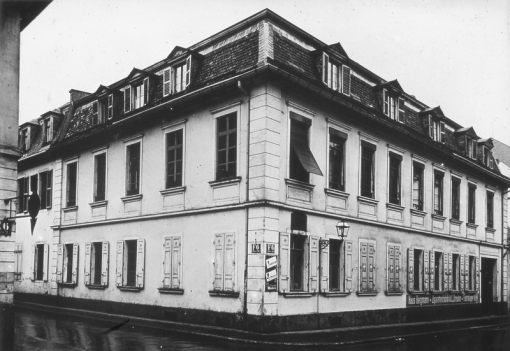
Namensgeberin der Straße: die Zeichnungsakademie Mannheim

Die Akademiestraße ist eine Straße in Mannheim. Sie liegt im Stadtteil Jungbusch zwischen Luisenring und Hafenstraße. Von letzterer dient sie als Zufahrt zur Kurt-Schumacher-Brücke Richtung Ludwigshafen.

## Geschichte
Die Straße ist nach der kurfürstlichen Mannheimer Zeichnungsakademie benannt. Diese befand sich im 18. Jahrhundert im Haus F 6, 1. Deren Leitung hatte Bildhauer Peter Anton von Verschaffelt inne.
Die Straße ist auf dem Stadtplan von 1907 (Walter, Mannheim in Vergangenheit und Gegenwart) nachweisbar. Sie ist die Fortsetzung in Verlängerung des ehemals als Akademiestraße bezeichneten Straßenzugs zwischen den E- und F-Quadraten der Innenstadt in westliche Richtung.